# Joseph Vandemeulebroek
Le baron Joseph Vandemeulebroek (ou Van de Meulenbroeck), né à Laeken le 17 novembre 1876 et mort à Uccle le 14 décembre 1958, est un homme politique libéral belge. Il a été bourgmestre de Bruxelles entre 1939  et 1956.

## Biographie
Frédéric Joseph (ou Jef) Vandemeulebroek est le fils de Franciscus-Xaverius Vandemeulebroek, voyageur de commerce, et d'Anna Maria Ludovica Bosmans. Il épouse le 23 octobre 1958, sur son lit d'hôpital à Uccle, sa compagne Louisa Degueldre (1898-1985), dont il avait eu un fils Jacques, né à Ixelles le 13 mai 1932.
En 1901, il obtient le diplôme de docteur en Médecine de l'Université libre de Bruxelles. Il fait alors une année de stage dans les hôpitaux londoniens. De retour en Belgique, il installe son cabinet à Laeken; il y devient populaire sous le nom de Jef van de kassae (car il habitait chaussée d'Anvers).
Dès 1903, il s'intéresse de près à la politique au sein du Parti libéral. Jef Vandemeulebroek devient conseiller communal en 1907 et en 1912 échevin de l'instruction publique de Laeken.  
Lors de la Première Guerre mondiale, il se porte volontaire en août 1914 comme médecin militaire. il est incorporé dans le 6e régiment d'artillerie où il s'illustre à de nombreuses reprises.  
Lorsque Laeken est annexé par la Ville de Bruxelles en 1921, il devient conseiller communal de Bruxelles et, de 1930 à 1939, échevin des travaux publics. Il est fort sollicité en tant que vice-président du Comité de l'Exposition universelle de 1935 ; c'est de cette époque que date le Grand Palais du Centenaire et l'aménagement du plateau du Heysel. 
Du 17 novembre 1932 à 1936, il est député du parti libéral, élu de l'arrondissement de Bruxelles.
Par arrêté royal du 28 novembre 1939, il est nommé bourgmestre de Bruxelles et succède ainsi à cette fonction au défunt Adolphe Max.

## Seconde Guerre mondiale
Après l'occupation du pays par les Allemands, il est clair qu'un patriote assertif comme Vandemeulebroek ne peut pas être toléré longtemps aux commandes de la Ville. La prétendue justification pour son renvoi est l'Amtsverbot délivré sur ordre des Allemands, fixant pour la plupart des offices publics la limite d'âge à soixante ans; Vandemeulebroek est âgé de 65 ans. Cet âge n'est qu'un prétexte futile vu que son successeur désigné, Jules Coelst (1870-1946), est âgé de six ans de plus.
Avant même sa révocation, il est arrêté le 30 juin 1941 et déporté en Allemagne. Il s'est adressé à la population par une "Proclamation" sur affichettes déclarant entre autres: "Contrairement à ce qui est dit, je n'ai ni abandonné mon poste ni donné ma démission. Je suis, reste et resterai le bourgmestre légitime de Bruxelles". Coelst ne reste pas longtemps à son poste puisque, le 24 septembre 1942, Bruxelles est fusionnée avec sa banlieue dans le Groß-Brüssel dont l'occupant nomme comme "bourgmestre" le flamingant Jan Grauls (1887-1960).

## Après la Libération
Lorsque la ville est libérée au début septembre 1944, Joseph Vandemeulebroek reprend ses fonctions. Retrouvant son bureau à l'Hôtel de ville, il ouvre la fenêtre et en lance sur la Grand-Place le coussin souillé par l'occupant précédent.
Avec un plaisir évident, il reçoit les grands vainqueurs: Churchill, Eisenhower, Montgomery et de Gaulle. 
Son état de santé déclinant, Joseph Vandemeulebroek présente sa démission de bourgmestre qui est acceptée le 13 février 1956.
À la suite de son décès à Uccle le 14 décembre 1958, il est inhumé au cimetière de Laeken.
Toute sa vie, il a rencontré des problèmes avec l'orthographe de son nom. Même dans des actes officiels de la Ville, il fut souvent appelé Van de Meulebroeck, alors que son nom officiel était 'Vandemeulebroek'.

## Hommages et distinctions
Jef Vandemeulebroek reçoit du roi Baudouin le titre héréditaire de baron le 28 avril 1953. 
Il a reçu les distinctions suivantes : 
- Chevalier de l'ordre de la Couronne avec palme en 1919 (Belgique) ;
- Croix de guerre 1914-1918 en 1918 (Belgique).

## Documents
- Discours, prononcé par M. le Bourgmestre à l'occasion des funérailles du Baron Frédéric-Joseph Van de Meulebroeck, ancien Bourgmestre, le 17 décembre 1958, in: Gemeenteblad Brussel, 1958, pp. 1195-1221
- D. HOSTET, Joseph Vandemeulebroek, in: Nouvelle biographie nationale de Belgique, T. IV, Bruxelles, 1979, 379-381.
- Jos LAPORTE, Baron Joseph Frédéric Vandemeulebroek, in: Vlaamse Stam, 2000
- Oscar COOMANS DE BRACHÈNE, État présent de la noblesse belge, Annuaire 2000, Bruxelles, 2000